# Rolf Bräuer

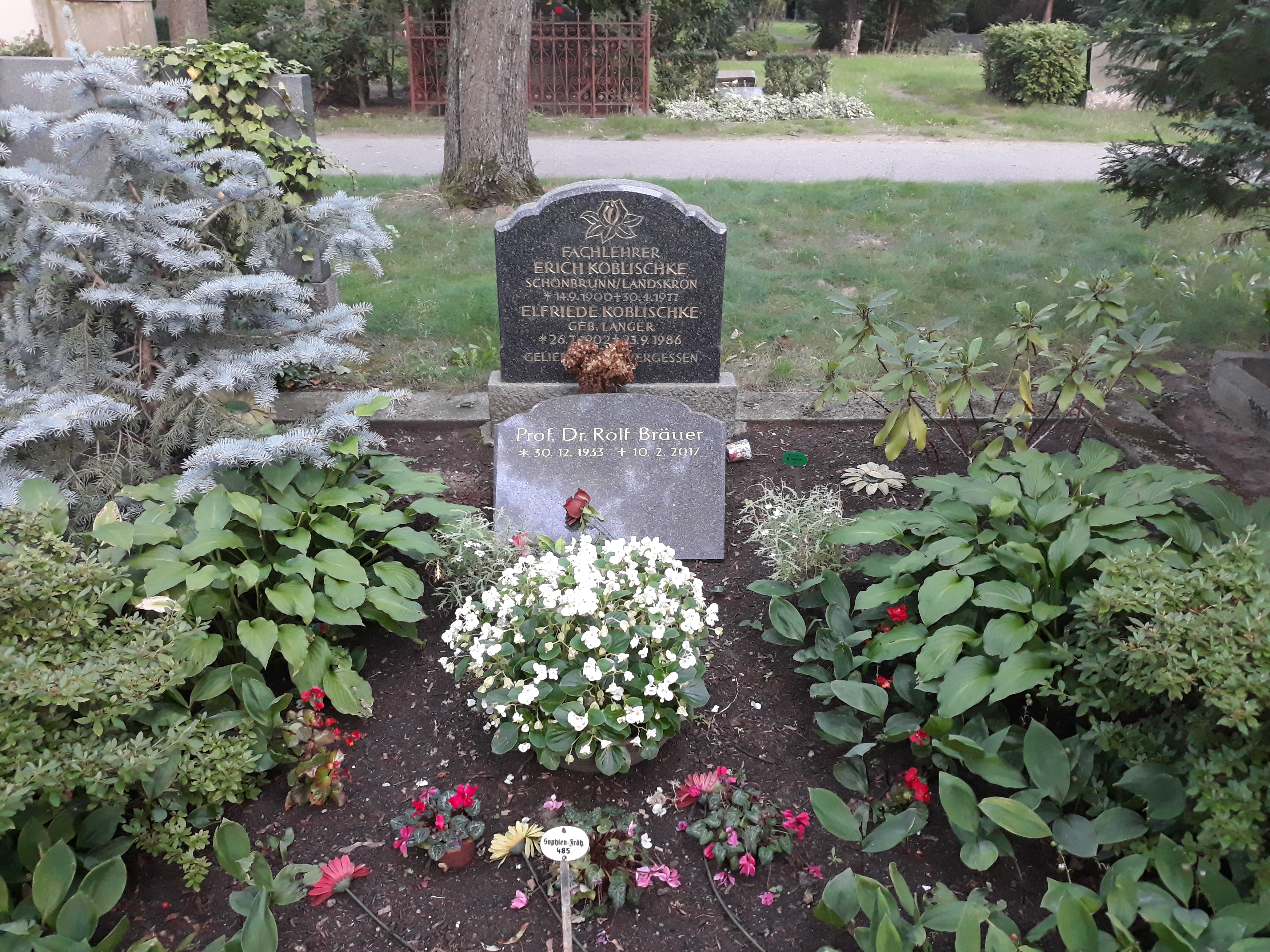
Das Grab von Rolf Bräuer auf dem Sophienkirchhof II in Berlin

Rolf Bräuer (* 30. Dezember 1933 in Magdeburg; † 10. Februar 2017) war ein deutscher Literaturwissenschaftler, Mediävist und Übersetzer.

## Leben
Rolf Bräuer wurde 1933 geboren. Nach der Promotion an der Humboldt-Universität zu Berlin habilitierte sich Bräuer dort im Jahr 1968.
Spätestens seit Ende der 1980er Jahre war er Professor für Ältere deutsche Literaturwissenschaft am Institut für Deutsche Philologie der Ernst-Moritz-Arndt-Universität Greifswald. Dort nahm er auch nach seiner Emeritierung weiter einen Lehrauftrag wahr.
Rolf Bräuer starb 2017 im Alter von 83 Jahren. Er wurde auf dem Friedhof Sophien II in Berlin beigesetzt.
Er war mit der Slawistin Margit Bräuer verheiratet.

## Schriften (Auswahl)
Wissenschaftliche Schriften:
- 1965: Die drei Fassungen des Legendenromans vom heiligen Oswald und das Problem der sogenannten Spielmannsdichtung. Berlin: Humboldt-Universität. Dissertation.
- 1969: Die Struktur des Brautwerbungsschematismus als beherrschendes Bauprinzip frühstadtbürgerlicher deutscher Ependichtung. Berlin: Humboldt-Universität. Habilschrift.
- 1970: Literatursoziologie und epische Struktur der deutschen Spielmanns- und Heldendichtung
- 1990 (Hrsg.): Geschichte der deutschen Literatur. Bd. 2., Der Helden minne, triuwe und êre : Literaturgeschichte der mittelhochdeutschen Blütezeit. Berlin: Volk und Wissen. ISBN 3-06-102749-1
- 1992 (Mithrsg.): Mediävistische Literaturgeschichtsschreibung : Gustav Ehrismann zum Gedächtnis ; (Symposion Greifswald, 18.9. bis 23.9.1991). Göppingen: Kümmerle. ISBN 3-87452-814-6
- 1991: Dichtung des europäischen Mittelalters. Ein Führer durch die erzählende Literatur. München: C.H.Beck. ISBN 3-406-34563-8
- 1998 (Hrsg.): Die deutsche Literatur des Mittelalters im europäischen Kontext ; Tagung Greifswald, 11. – 15. September 1995, ISBN 3-87452-897-9

Übersetzungen:
- 1963: Wladimir Maximow, Ich will leben. Berlin: Verlag Kultur und Fortschritt
- 1965: Witali Bugrow, Doktor Clarkes Assistent. Berlin: Volk und Welt, erstmals enthalten in Heft Nr. 11/65 der Kleinen Jugendreihe[3]
- 1966: Ilja Warschawski, Bioströme, Bioströme .... Berlin: Verlag Kultur und Fortschritt, enthalten in Heft Nr. 9 der Reihe Krimi Abenteuer Phantastik[3]
- 1969: Sinowi Jurjew, Mr. Groppers seltsamer Tod. Berlin: Verlag Kultur und Fortschritt
- 1994: Fjodor Dostojewski, Schuld und Sühne. Berlin: Aufbau Verlag (gebundene Ausgabe: ISBN 978-3-351-02307-2, broschiert: ISBN 978-3-7466-2032-9)